# (10025) Rauer
(10025) Rauer (1980 FO1) – planetoida z pasa głównego asteroid okrążająca Słońce w ciągu 4,96 lat w średniej odległości 2,91 j.a. Odkryta 16 marca 1980 roku.